# Liste der Banken in Israel
Die Liste der Banken in Israel führt die wichtigsten Kreditinstitute auf.
Israels Bankensystem hat seine Wurzeln bereits in der zionistischen Bewegung im frühen 20. Jahrhundert vor der Gründung Israels im Jahre 1948.

## Zentralbank
- Bank of Israel

## Großbanken
- Bank Hapoalim
- Bank Leumi
- Israel Discount Bank
- First International Bank of Israel
- Bank Mizrahi-Tefahot
- Bank Otsar Ha-Hayal
- Union Bank of Israel